# Chupacabra (album)
Albums de Imani Coppola
Come and Get Me... What?!
(2000)
Singles
1. Legend of a Cowgirl
Sortie : 12 août 1997
2. I'm a Tree
Sortie : janvier 1998

Chupacabra est le premier album studio de la chanteuse américaine Imani Coppola. L’album est sorti le 14 octobre 1997 par Columbia Records. Il est surtout connu pour le single Legend of a Cowgirl, qui est devenu un succès aux États-Unis et le Royaume-Uni. 

## Caractéristiques
Le style de l'album a été comparé à ceux de Beck et de Dionne Farris (en). Beaucoup de chansons sur l’album utilisent des samples : Legend of a Cowgirl utilise un sample de Sunshine Superman du chanteur écossais Donovan, et I’m a Tree contient un sample de Soul Kitchen du groupe le américain The Doors.

## Singles
Le premier single de l'album, Legend of a Cowgirl,sort le 12 août 1997. Il devient un succès aux États-Unis, atteignant la 36e position au Billboard Hot 100, y restant six semaines.
Le deuxième single, I’m a Tree, sort en janvier 1998. Il n’est pas un succès, atteint la 201e position au ARIA en Australie, et n'atteignait pas le Hot 100 américain,.

## Accueil

### Accueil critique
L'album reçoit des critiques favorables. Bradley Torreano, écrivant pour AllMusic, a donné quatre étoiles sur cinq à l'album et l'a qualifié de « strong, confident pop album ». Cependant, pour Matt Diehl, écrivant pour Entertainment Weekly, Legend of a Cowgirl est la meilleure chanson de l’album, mais le reste est trop éclectique.

### Accueil commercial
Aux États-Unis, l'album obtient un succès modeste, entrant à la 47e place du Billboard Top Heatseekers Albums. Au Royaume-Uni, l'opus atteint la 128e place du classement de l'Official Charts Company.

## Liste de titres
1. I'm a Tree 3:33
2. Legend of a Cowgirl 3:47
3. Naked City (Love to See It Shine) 4:26
4. It's All About Me, Me, and Me 4:12
5. Piece 3:48
6. Karma and the Blizzard 4:37
7. One of These Days 3:20
8. Pigeon Penelope 3:19
9. Soon (I Like It) 4:10
10. Forget Myself 3:49
11. La Da Da 20:47

## Classements
| Classement (1998)               | Meilleure position |
| ------------------------------- | ------------------ |
| États-Unis (Heatseekers Albums) | 47                 |
| Royaume-Uni (UK Albums Chart)   | 128                |